# Filippa Duci
Filippa Duci, nom francisé en Philippe Desducs, dame de Couy, née en 1520 et morte le 15 octobre 1586 en Touraine, est une courtisane piémontaise, maîtresse du dauphin Henri, futur roi de France Henri II et devenue dame de Catherine de Médicis.

## Biographie
Originaire de la ville de Moncalieri, Filippa est la fille de Gian Antonio Duci. 
Lors des guerres d'Italie, le dauphin Henri passe quelques nuits durant l’année 1537 chez un écuyer, frère de Filippa. Dès leur première rencontre, le prince la séduit. Elle lui donne une fille, Diane de France, qui naît à Paris en 1538.
Cette naissance est capitale pour le dauphin, car elle prouve qu'il n'est pas stérile, alors même que marié depuis cinq ans avec Catherine de Médicis, le mariage n'a pas été fécond,.
Filipa arrive en France avec sa fille en 1541. La même année, François Ier accorde à la jeune Italienne la somme de 400 livres tournois par an sur l'Ordinaire de Touraine, à vie en guise de dédommagement. 
Sa fille est légitimée par le roi en 1548. Selon certaines sources, non vérifiée, elle aurait épousé peu après, Jean Baptiste de Saint-Severin, gentilhomme italien de la chambre du roi. 
Elle devient acquéreuse d'une propriété à Bléré en Indre et Loire en 1558 et devient Dame de Bléré. Elle achète le manoir du Petit-Champ à Civray en Touraine, proche de Bléré, qui sera donné en héritage à sa fille.
En 1582, elle est dame d'honneur de la reine Catherine de Médicis,.
Sa fille, Diane de France, est élevée par Diane de Poitiers qui lui donne une éducation très pointue : elle parle l’espagnol, l’italien, le latin et joue de plusieurs instruments de musique.
Filippa Duci meurt le 15 octobre 1586 près de Tours sous le nom de Philippe Desducs.